# 外山道子
外山 道子（とやま みちこ、1912年9月1日または1913年9月 - 2006年3月31日）は日本の作曲家。大阪音楽大学音楽学部教授。兄に化学者で大阪府立大学学長を務めた外山修がいる。

## 経歴
大阪市の中之島に生まれる。父方の祖父の外山脩造、父の外山捨造はともに実業家で、母のハル（治子）は東京音楽学校本科器楽部ピアノ専攻で学んだピアノ同好会幹事であり、両親ともに音楽に親しむ裕福な家庭に育った。南海電気鉄道浜寺公園駅の自宅に寄寓していたロシア人ピアニストのパーヴェル・コヴァリョーフにピアノを師事。ピアノに専念するために、父が校主を務めていた羽衣高等女学校を2年で中退している。1928年4月23日にピアノ同好会の慈善音楽会（大阪新進女流ピアニスト処女公演、朝日会館公演場）にピアニストとして出演した。
独学でフランス語を習得し、1930年にアンリ・ジル＝マルシェックスにピアノを学ぶために単身パリに渡った。1936年からエコールノルマル音楽院でナディア・ブーランジェに作曲を師事。ジャック・イベールの推挙で1937年にパリで開催された国際現代音楽協会主催の第15回国際音楽祭に『やまとの声』を応募して入賞し、作曲家として日本人初の国際コンクール入賞者となった。1939年に帰国。1941年に結婚して一男一女をもうけるも、1945年に夫は戦死する。1951年に大阪音楽短期大学助教授に就任し、対位法とピアノを教えた。教え子に大野正雄と本田周司がいる。二子を母に預け再びパリに渡り、1954年にパリ国立高等音楽・舞踊学校の作曲科でダリウス・ミヨーとオリヴィエ・メシアンとノエル・ギャロンに師事して学位を取得した。ラディオディフュジオン・フランセーズでピエール・シェフェールから電子音楽の手法を教わると、1955年から6年間、ニューヨークのコロンビア大学に留学し、オットー・ルーニングとヴラディーミル・ウサチェフスキーに電子音楽を学んだ。そのほかにエコール・ピエール・モントゥーで指揮を学び、タングルウッド音楽祭でロジャー・セッションズの指導を受けた。1960年に『和歌』、『やまとの声』、『琴伴奏付きの2つの古い日本民謡』、『葵上』、『日本民謡による組曲』を含むLPレコード "Waka and Other Compositions: Contemporary Music of Japan" がフォークウェイズ・レコードから発売された。1961年に帰国。京都大学工学部電子工学科、東京大学理学部情報科学科、郵政省電波研究所の研究生となり、音響学を研究した。1993年に日本現代音楽協会主催の「現代の音楽展1993」で『やまとの声』が日本初演された。

## 作品
以下は外山道子本人が所蔵していた作品の一覧である。
- ソプラノ、フルート、クラリネット、バスーン、チェロのための『やまとの声』（1937年）
  1. ヤカマロの死
  2. 春
  3. 祈り
  4. やまびこ
  5. うまし国、やまと
- ヴァイオリン協奏曲（1953年）
- 日本民謡による組曲（1956年）
  1. 子守歌
  2. 追分
  3. 籾つき歌
- 管弦楽のための『パッサカリヤ』（1957年）
- テープと朗読による『和歌』（1958年）
- 琴伴奏付きの2つの古い日本民謡（1958年）
  1. 通りゃんせ
  2. 高い山から
- テープと朗読による音楽劇『葵上』（1959年）